# Calocosmus magnificus
Calocosmus magnificus är en skalbaggsart som beskrevs av Fisher 1932. Calocosmus magnificus ingår i släktet Calocosmus och familjen långhorningar.
Artens utbredningsområde är Haiti. Inga underarter finns listade.